# Vědecký komunismus
Vědecký komunismus je marxistická sociálně politická teorie, jedna ze tří součástí marxismu a zároveň v 60. letech účelově vytvořená pedagogická disciplína přednášená na všech východoevropských univerzitách. Zabývá se teorií třídního boje, socialistické revoluce, vývoje socialismu apod. V zemích, jež se označovaly jako socialistické, byl používán jako základ samotného ideologického vývoje státu a společnosti.